# Shelley Duvall
Shelley Alexis Duvall (7 tháng 7 năm 1949 - 11 tháng 7 năm 2024) là một cựu nữ diễn viên, nhà sản xuất, nhà văn và ca sĩ người Mỹ. Trong suốt sự nghiệp của mình, Duvall đã giành được nhiều lời khen ngợi từ những vai diễn của về các nhân vật lập dị khác nhau. Cô đoạt một giải thưởng trong Liên hoan phim Cannes dành cho Nữ diễn viên xuất sắc nhất, Giải thưởng Peabody, hai đề cử giải Emmy và một đề cử giải BAFTA. Shelley đã từng đóng nhiều vai trong các phim điện ảnh và phim truyền hình, nhưng có lẽ đáng chú ý nhất là vai con vẹt Olive Oyl trong Popeye và Wendy Torrance trong The Shining.
Là người gốc Texas, Duvall bắt đầu sự nghiệp từ những năm 1970, xuất hiện trong nhiều bộ phim khác nhau của đạo diễn Robert Altman, bao gồm phim Brewster McCloud (1970), McCabe & Mrs. Miller (1971), Thief Like Us (1974), Columbia (1975), và 3 Women (1977), những tác phẩm này sau đó đã mang về cho Shelley giải thưởng Cannes cho Nữ diễn viên xuất sắc nhất và một đề cử BAFTA cho Nữ diễn viên xuất sắc nhất. Cô cũng có một vai phụ trong phim Annie Hall (1977) trước khi tham gia vai chính Olive Oyl trong Popeye (1980), cùng vai diễn sáng giá nhất là Wendy Torrance trong bộ phim kinh dị The Shining (1980) do Stanley Kubrick đạo diễn. Sau đó, Shelley vẫn xuất hiện trong bộ phim giả tưởng Time Bandits (1981) của Terry Gilliam, bộ phim hài-kinh dị ngắn Frankenweenie (1984), và bộ phim hài Roxanne (1987).
Vào những năm 1980, Duvall quyết định một bước đi mạo hiểm, đó là dấn thân vào công việc sản xuất chương trình truyền hình dành cho trẻ em và thanh thiếu niên. Trong khoảng thời gian từ 1982 đến 1987, Shelley đã xuất hiện trong series Nhà hát Faerie Tale, một tuyển tập phim thuật lại nhiều câu chuyện cổ tích nổi tiếng. Ngoài ra còn có Tall Tales & Legends (1985-1987). Sau khi được đề cử giải Emmy năm 1988, Shelley cho ra mắt loạt phim kinh dị mang tên Nightmare Classics (1989) do cô đạo diễn và sản xuất.
Vai diễn gần đây nhất của Shelley Duvall là trong phim Manna from Heaven (2002). Sau phim này đóng máy, bà cũng chấm dứt nghiệp diễn.

## Sự nghiệp điện ảnh
- Popeye: Olive Oyl (1980)
- The Shining: Wendy Torrance (1980)